# Pitch Perfect
Pitch Perfect is een Amerikaanse filmkomedie uit 2012 onder regie van Jason Moore. Het script is van Kay Cannon en is een vrije bewerking van het gelijknamige boek van Mickey Rapkin. De film kwam 28 september 2012 uit in de Verenigde Staten. De hoofdrollen in de film zijn weggelegd voor Anna Kendrick, Rebel Wilson, Brittany Snow, Skylar Astin en Anna Camp.

## Verhaal
Twee concurrerende zanggroepen (de Barden Bellas en de Barden University Treblemakers) binden de strijd aan tijdens het International Championship of Collegiate A Capella. De Bellas moeten na het incident van vorig jaar zichzelf extra bewijzen. De Barden Bellas worstelen echter met interne problemen. Beca en Jesse worden de hele tijd naar elkaar toe getrokken, maar Beca doet alsof ze geen interesse heeft, omdat het volgens de Barden Bellas regels verboden is om een relatie te hebben met een lid van de Barden university Treblemakers, waar Jesse deel van uitmaakt.

## Rolverdeling
- Anna Kendrick als Beca Mitchell
- Skylar Astin als Jesse Swanson
- Brittany Snow als Chloe Beale
- Rebel Wilson als Fat Amy
- Anna Camp als Aubrey Posen
- Ben Platt als Benji Applebaum
- Hana Mae Lee als Lilly Onakuramara
- Ester Dean als Cynthia-Rose
- Adam DeVine als Bumper Allen
- Christopher Mintz-Plasse als Tommy
- Alexis Knapp als Stacie Conrad
- Utkarsh Ambudkar als Donald Walsh
- Jinhee Joung als Kimmy Jin
- Elizabeth Banks als Gail Abernath-McKadden
- John Michael Higgins als John Smith
- Freddie Stroma als Luke
- John Benjamin Hickey als Dr. Mitchell
- Greg Gorenc als Karien
- Kether Donohue als Alice

## Discografie
| Album met hitnotering(en) in de Vlaamse Ultratop 200 albums | Datum van verschijnen | Datum van binnenkomst | Hoogste positie | Aantal weken | Opmerkingen |
| ----------------------------------------------------------- | --------------------- | --------------------- | --------------- | ------------ | ----------- |
| Pitch Perfect                                               | 2012                  | 12-01-2013            | 72              | 9            |             |